# Горлов, Александр Павлович
Александр Павлович Горлов (1830—1905) — генерал-лейтенант Русской императорской армии, инспектор местных арсеналов и совещательный член артиллерийского комитета.

## Биография
Александр Горлов родился в 1830 году. Образование получил в Михайловском артиллерийском училище и в его офицерских классах, откуда в 1848 году был выпущен в гвардейскую конную артиллерию подпоручиком.
С 1851 года он занимал должность ученого секретаря в бывшем военно-ученическом комитете, а затем в выделенном из него техническом комитете главного артиллерийского управления.
В 1858 году, будучи приглашенным читать в Михайловской артиллерийской академии курс по теории лафетов и повозок, составил записки, которые долгие годы использовались в качестве пособия для обучения молодых офицеров артиллерии. Одновременно с педагогической деятельностью Горлов начал опыты по исследованию законов отката лафета при выстреле. Однако его преподавательская и научная деятельность была прервана заграничной командировкой (1859—1862) для сбора сведений по артиллерийской части.
В 1864 году он получил Михайловскую премию за сочинение: «О законах движения артиллерийских снарядов в канале нарезного оружия»; содействовал введению у в русской армии нарезных стальных казнозарядных орудий. 
В 1867 году был назначен членом технического комитета ГАУ.
В 1864 году был вторично командирован в США с целью заказа нарезных ружей системы Лэдли и Пибоди; выяснив на месте их неудовлетворительные технические характеристики и представив обстоятельный доклад по этому вопросу, генерал Горлов получил предписание изыскать подходящий образец малокалиберной винтовки, результатом чего стало принятие в 1867 году для вооружения русских стрелковых частей Винтовки Бердана, переработанной Горловым совместно с изобретателем и с делопроизводителем артиллерийского комитета капитаном Карлом Ивановичем Гуниусом. Они внесли в конструкцию 25 различных усовершенствований (от первоначального образца осталось очень немногое) и переконструировали её на калибр 4,2 линии (10,67 мм); разработали к ней патрон с цельнотянутой гильзой. В Соединённых Штатах эту винтовку называли не иначе как «Russian musket».
С 1868 года А. П. Горлов состоял военным агентом сначала в Северо-Американских Соединённых Штатах , где за отличие был произведён в генерал-майоры, а затем с 1873 года в столице Великобритании городе Лондоне, вплоть до своего назначения в 1882 году инспектором местных арсеналов.
По инициативе генерала Горлова на вооружение российской армии также были приняты револьверы Смита и Вессона, которые также были модернизированы под местные условия (Россия была одной из первых стран, внедривших револьверы с патронами калибра 4,2 линии).
В 1874 году ему было поручено разработать вопрос об улучшении образцов холодного оружия, и результатом его обстоятельной работы было принятие выработанной А. П. Горловым шашки образца 1881 года, которая стояла на вооружении русской армии и РККА. В 1882 году на Пермском и Златоустком заводах Горлов наладил массовое производство холодного оружия.
В 1880 году Горлов был произведён в генерал-лейтенанты и принимал активное участие в модернизации огнестрельного вооружения Русской императорской армии, как артиллерийского, так и ручного, и занимался научной разработкой некоторых отделов теории артиллерии.
В 1886 году генерал-лейтенант Горлов вышел в отставку по состоянию здоровья. Александр Павлович Горлов умер в 1905 году в Сан-Ремо (Италия).